# Élections municipales de 2026 en Guyane
Pour un article plus général, voir Élections municipales françaises de 2026.
Les élections municipales en Guyane sont prévues en mars 2026. Cette page ne traite que les communes de 1 500 habitants et plus en Guyane.

## Résultats à l'échelle du département

### Maires sortants et maires élus
| Commune                 | Population (en 2022) | Maire sortant(e)      | Parti | Parti   | Maire élu(e) | Parti | Parti |
| ----------------------- | -------------------- | --------------------- | ----- | ------- | ------------ | ----- | ----- |
| Apatou                  | 10 059               | Moïse Edwin           |       | DVG     |              |       |       |
| Awala-Yalimapo          | 1 549                | Jean-Paul Ferreira    |       | DVG     |              |       |       |
| Camopi                  | 2 168                | Laurent Yawalou       |       | Walwari |              |       |       |
| Cayenne                 | 63 956               | Sandra Trochimara     |       | DVG     |              |       |       |
| Grand-Santi             | 9 390                | Félix Dada            |       | PSG     |              |       |       |
| Iracoubo                | 1 685                | Céline Régis          |       | SE      |              |       |       |
| Kourou                  | 24 470               | François Ringuet      |       | GR      |              |       |       |
| Macouria                | 18 807               | Gilles Adelson        |       | DVG     |              |       |       |
| Mana                    | 11 364               | Albéric Benth         |       | DVG     |              |       |       |
| Maripasoula             | 8 423                | Serge Anelli          |       | GR      |              |       |       |
| Matoury                 | 35 551               | Serge Smock           |       | DVG     |              |       |       |
| Montsinéry-Tonnegrande  | 3 457                | Patrick Lecante       |       | DVG     |              |       |       |
| Papaichton              | 5 530                | Jules Deie            |       | DVD     |              |       |       |
| Régina                  | 1 657                | Pierre Désert         |       | GR      |              |       |       |
| Remire-Montjoly         | 27 037               | Claude Plénet         |       | DVG     |              |       |       |
| Roura                   | 3 382                | Jean-Claude Labrador  |       | SE      |              |       |       |
| Saint-Georges           | 4 710                | Georges Elfort        |       | PSG     |              |       |       |
| Saint-Laurent-du-Maroni | 51 732               | Sophie Charles        |       | DVD     |              |       |       |
| Sinnamary               | 2 801                | Jean-Claude Madeleine |       | DVG     |              |       |       |

### Résultats en nombre de maires
| Partis       | Partis                    | Maires sortants | Maires élus | Évolution |
| ------------ | ------------------------- | --------------- | ----------- | --------- |
|              | Divers gauche             | 9               |             |           |
|              | Parti socialiste guyanais | 2               |             |           |
|              | Walwari                   | 1               |             |           |
| Total gauche | Total gauche              | 12              |             |           |
|              | Guyane rassemblement      | 3               |             |           |
| Total centre | Total centre              | 3               |             |           |
|              | Divers droite             | 2               |             |           |
| Total droite | Total droite              | 2               |             |           |
|              | Sans étiquette            | 2               |             |           |
| Total        | Total                     | 19              | 19          | -         |

## Résultats dans les communes de plus de 1 500 habitants

### Apatou
- Maire sortant : Moïse Edwin (DVG)
- 33 sièges à pourvoir au conseil municipal (population légale 2022 : 10 059 habitants)
- 4 sièges à pourvoir au conseil communautaire (CC de l'Ouest guyanais)

| Tête de liste | Tête de liste | Parti(s) | Nuance | Premier tour | Premier tour | Second tour | Second tour | Sièges | Sièges |
| Tête de liste | Tête de liste | Parti(s) | Nuance | Voix         | %            | Voix        | %           | CM     | CC     |
| ------------- | ------------- | -------- | ------ | ------------ | ------------ | ----------- | ----------- | ------ | ------ |

### Awala-Yalimapo
- Maire sortant : Jean-Paul Ferreira (DVG)
- 19 sièges à pourvoir au conseil municipal (population légale 2022 : 1 549 habitants)
- 1 siège à pourvoir au conseil communautaire (CC de l'Ouest guyanais)

| Tête de liste | Tête de liste | Parti(s) | Nuance | Premier tour | Premier tour | Second tour | Second tour | Sièges | Sièges |
| Tête de liste | Tête de liste | Parti(s) | Nuance | Voix         | %            | Voix        | %           | CM     | CC     |
| ------------- | ------------- | -------- | ------ | ------------ | ------------ | ----------- | ----------- | ------ | ------ |

### Camopi
- Maire sortant : Laurent Yawalou (Walwari)
- 19 sièges à pourvoir au conseil municipal (population légale 2022 : 2 168 habitants)
- 7 sièges à pourvoir au conseil communautaire (CC de l'Est guyanais)

| Tête de liste | Tête de liste | Parti(s) | Nuance | Premier tour | Premier tour | Second tour | Second tour | Sièges | Sièges |
| Tête de liste | Tête de liste | Parti(s) | Nuance | Voix         | %            | Voix        | %           | CM     | CC     |
| ------------- | ------------- | -------- | ------ | ------------ | ------------ | ----------- | ----------- | ------ | ------ |

### Cayenne
- Maire sortante : Sandra Trochimara (DVG)
- 49 sièges à pourvoir au conseil municipal (population légale 2022 : 63 956 habitants)
- 22 sièges à pourvoir au conseil communautaire (CA du Centre Littoral)

| Tête de liste            | Tête de liste             | Parti(s) | Nuance | Premier tour | Premier tour | Second tour | Second tour | Sièges | Sièges |
| Tête de liste            | Tête de liste             | Parti(s) | Nuance | Voix         | %            | Voix        | %           | CM     | CC     |
| ------------------------ | ------------------------- | -------- | ------ | ------------ | ------------ | ----------- | ----------- | ------ | ------ |
|                          | Marie-Laure Phinéra-Horth | NFG      |        |              |              |             |             |        |        |
|                          |                           |          |        |              |              |             |             |        |        |
| Exprimés                 |                           |          |        |              |              |             |             |        |        |
| Votes blancs             |                           |          |        |              |              |             |             |        |        |
| Votes nuls               |                           |          |        |              |              |             |             |        |        |
| Total                    | Total                     | Total    | Total  |              | 100          |             | 100         | 49     | 22     |
| Absentions               |                           |          |        |              |              |             |             |        |        |
| Inscrits / participation |                           |          |        |              |              |             |             |        |        |

### Grand-Santi
- Maire sortant : Félix Dada (PSG)
- 29 sièges à pourvoir au conseil municipal (population légale 2022 : 9 390 habitants)
- 3 sièges à pourvoir au conseil communautaire (CC de l'Ouest guyanais)

| Tête de liste | Tête de liste | Parti(s) | Nuance | Premier tour | Premier tour | Second tour | Second tour | Sièges | Sièges |
| Tête de liste | Tête de liste | Parti(s) | Nuance | Voix         | %            | Voix        | %           | CM     | CC     |
| ------------- | ------------- | -------- | ------ | ------------ | ------------ | ----------- | ----------- | ------ | ------ |

### Iracoubo
- Maire sortante : Céline Régis (SE)
- 19 sièges à pourvoir au conseil municipal (population légale 2022 : 1 685 habitants)
- 6 sièges à pourvoir au conseil communautaire (CC des Savanes)

| Tête de liste | Tête de liste | Parti(s) | Nuance | Premier tour | Premier tour | Second tour | Second tour | Sièges | Sièges |
| Tête de liste | Tête de liste | Parti(s) | Nuance | Voix         | %            | Voix        | %           | CM     | CC     |
| ------------- | ------------- | -------- | ------ | ------------ | ------------ | ----------- | ----------- | ------ | ------ |

### Kourou
- Maire sortant : François Ringuet (GR)
- 35 sièges à pourvoir au conseil municipal (population légale 2022 : 24 470 habitants)
- 17 sièges à pourvoir au conseil communautaire (CC des Savanes)

| Tête de liste | Tête de liste | Parti(s) | Nuance | Premier tour | Premier tour | Second tour | Second tour | Sièges | Sièges |
| Tête de liste | Tête de liste | Parti(s) | Nuance | Voix         | %            | Voix        | %           | CM     | CC     |
| ------------- | ------------- | -------- | ------ | ------------ | ------------ | ----------- | ----------- | ------ | ------ |

### Macouria
- Maire sortant : Gilles Adelson (DVG)
- 33 sièges à pourvoir au conseil municipal (population légale 2022 : 18 807 habitants)
- 4 sièges à pourvoir au conseil communautaire (CA du Centre Littoral)

| Tête de liste | Tête de liste | Parti(s) | Nuance | Premier tour | Premier tour | Second tour | Second tour | Sièges | Sièges |
| Tête de liste | Tête de liste | Parti(s) | Nuance | Voix         | %            | Voix        | %           | CM     | CC     |
| ------------- | ------------- | -------- | ------ | ------------ | ------------ | ----------- | ----------- | ------ | ------ |

### Mana
- Maire sortant : Albéric Benth (DVG)
- 33 sièges à pourvoir au conseil municipal (population légale 2022 : 11 364 habitants)
- 5 sièges à pourvoir au conseil communautaire (CC de l'Ouest guyanais)

| Tête de liste | Tête de liste | Parti(s) | Nuance | Premier tour | Premier tour | Second tour | Second tour | Sièges | Sièges |
| Tête de liste | Tête de liste | Parti(s) | Nuance | Voix         | %            | Voix        | %           | CM     | CC     |
| ------------- | ------------- | -------- | ------ | ------------ | ------------ | ----------- | ----------- | ------ | ------ |

### Maripasoula
- Maire sortant : Serge Anelli (GR)
- 29 sièges à pourvoir au conseil municipal (population légale 2022 : 8 423 habitants)
- 6 sièges à pourvoir au conseil communautaire (CC de l'Ouest guyanais)

| Tête de liste | Tête de liste | Parti(s) | Nuance | Premier tour | Premier tour | Second tour | Second tour | Sièges | Sièges |
| Tête de liste | Tête de liste | Parti(s) | Nuance | Voix         | %            | Voix        | %           | CM     | CC     |
| ------------- | ------------- | -------- | ------ | ------------ | ------------ | ----------- | ----------- | ------ | ------ |

### Matoury
- Maire sortant : Serge Smock (DVG)
- 39 sièges à pourvoir au conseil municipal (population légale 2022 : 35 551 habitants)
- 12 sièges à pourvoir au conseil communautaire (CA du Centre Littoral)

| Tête de liste | Tête de liste | Parti(s) | Nuance | Premier tour | Premier tour | Second tour | Second tour | Sièges | Sièges |
| Tête de liste | Tête de liste | Parti(s) | Nuance | Voix         | %            | Voix        | %           | CM     | CC     |
| ------------- | ------------- | -------- | ------ | ------------ | ------------ | ----------- | ----------- | ------ | ------ |

### Montsinéry-Tonnegrande
- Maire sortant : Patrick Lecante (DVG)
- 23 sièges à pourvoir au conseil municipal (population légale 2022 : 3 457 habitants)
- 1 siège à pourvoir au conseil communautaire (CA du Centre Littoral)

| Tête de liste | Tête de liste | Parti(s) | Nuance | Premier tour | Premier tour | Second tour | Second tour | Sièges | Sièges |
| Tête de liste | Tête de liste | Parti(s) | Nuance | Voix         | %            | Voix        | %           | CM     | CC     |
| ------------- | ------------- | -------- | ------ | ------------ | ------------ | ----------- | ----------- | ------ | ------ |

### Papaichton
- Maire sortant : Jules Deie (DVD)
- 29 sièges à pourvoir au conseil municipal (population légale 2022 : 5 530 habitants)
- 3 sièges à pourvoir au conseil communautaire (CC de l'Ouest guyanais)

| Tête de liste | Tête de liste | Parti(s) | Nuance | Premier tour | Premier tour | Second tour | Second tour | Sièges | Sièges |
| Tête de liste | Tête de liste | Parti(s) | Nuance | Voix         | %            | Voix        | %           | CM     | CC     |
| ------------- | ------------- | -------- | ------ | ------------ | ------------ | ----------- | ----------- | ------ | ------ |

### Régina
- Maire sortant : Pierre Désert (GR)
- 19 sièges à pourvoir au conseil municipal (population légale 2022 : 1 657 habitants)
- 4 sièges à pourvoir au conseil communautaire (CC de l'Est guyanais)

| Tête de liste | Tête de liste | Parti(s) | Nuance | Premier tour | Premier tour | Second tour | Second tour | Sièges | Sièges |
| Tête de liste | Tête de liste | Parti(s) | Nuance | Voix         | %            | Voix        | %           | CM     | CC     |
| ------------- | ------------- | -------- | ------ | ------------ | ------------ | ----------- | ----------- | ------ | ------ |

### Remire-Montjoly
- Maire sortant : Claude Plénet (DVG)
- 35 sièges à pourvoir au conseil municipal (population légale 2022 : 27 037 habitants)
- 9 sièges à pourvoir au conseil communautaire (CA du Centre Littoral)

| Tête de liste | Tête de liste | Parti(s) | Nuance | Premier tour | Premier tour | Second tour | Second tour | Sièges | Sièges |
| Tête de liste | Tête de liste | Parti(s) | Nuance | Voix         | %            | Voix        | %           | CM     | CC     |
| ------------- | ------------- | -------- | ------ | ------------ | ------------ | ----------- | ----------- | ------ | ------ |

### Roura
- Maire sortant : Jean-Claude Labrador (SE)
- 23 sièges à pourvoir au conseil municipal (population légale 2022 : 3 382 habitants)
- 1 siège à pourvoir au conseil communautaire (CA du Centre Littoral)

| Tête de liste | Tête de liste | Parti(s) | Nuance | Premier tour | Premier tour | Second tour | Second tour | Sièges | Sièges |
| Tête de liste | Tête de liste | Parti(s) | Nuance | Voix         | %            | Voix        | %           | CM     | CC     |
| ------------- | ------------- | -------- | ------ | ------------ | ------------ | ----------- | ----------- | ------ | ------ |

### Saint-Georges
- Maire sortant : Georges Elfort (PSG)
- 27 sièges à pourvoir au conseil municipal (population légale 2022 : 4 710 habitants)
- 11 sièges à pourvoir au conseil communautaire (CC de l'Est guyanais)

| Tête de liste | Tête de liste | Parti(s) | Nuance | Premier tour | Premier tour | Second tour | Second tour | Sièges | Sièges |
| Tête de liste | Tête de liste | Parti(s) | Nuance | Voix         | %            | Voix        | %           | CM     | CC     |
| ------------- | ------------- | -------- | ------ | ------------ | ------------ | ----------- | ----------- | ------ | ------ |

### Saint-Laurent-du-Maroni
- Maire sortante : Sophie Charles (DVD)
- 45 sièges à pourvoir au conseil municipal (population légale 2022 : 51 732 habitants)
- 21 sièges à pourvoir au conseil communautaire (CC de l'Ouest guyanais)

| Tête de liste | Tête de liste | Parti(s) | Nuance | Premier tour | Premier tour | Second tour | Second tour | Sièges | Sièges |
| Tête de liste | Tête de liste | Parti(s) | Nuance | Voix         | %            | Voix        | %           | CM     | CC     |
| ------------- | ------------- | -------- | ------ | ------------ | ------------ | ----------- | ----------- | ------ | ------ |

### Sinnamary
- Maire sortant : Jean-Claude Madeleine (DVG)
- 23 sièges à pourvoir au conseil municipal (population légale 2022 : 2 801 habitants)
- 11 sièges à pourvoir au conseil communautaire (CC des Savanes)

| Tête de liste | Tête de liste | Parti(s) | Nuance | Premier tour | Premier tour | Second tour | Second tour | Sièges | Sièges |
| Tête de liste | Tête de liste | Parti(s) | Nuance | Voix         | %            | Voix        | %           | CM     | CC     |
| ------------- | ------------- | -------- | ------ | ------------ | ------------ | ----------- | ----------- | ------ | ------ |